# Kountori
Kountori è un arrondissement del Benin situato nella città di Cobly (dipartimento di Atakora) con 13 810 abitanti (dato 2006).